# Le Gobelet de Titan
Le Gobelet de Titan (en anglais : The Titan's Goblet) est une peinture à l'huile de l'artiste paysagiste américain Thomas Cole. Peinte en 1833, elle est peut-être la plus énigmatique des scènes de paysage allégoriques ou imaginaires de Cole. Il s'agit d'une œuvre qui « défie toute explication », selon le Metropolitan Museum of Art. Le Gobelet de Titan est qualifié de « tableau dans le tableau » et de « paysage dans le paysage » : la coupe se trouve sur un terrain conventionnel, mais ses habitants vivent le long de son bord dans un monde qui leur est propre. La végétation recouvre tout le bord, interrompue seulement par deux minuscules bâtiments, un temple grec et un palais italien. Les vastes eaux sont parsemées de voiliers. Là où l'eau se déverse sur le sol, l'herbe et une civilisation plus rudimentaire apparaissent. 

## Interprétations

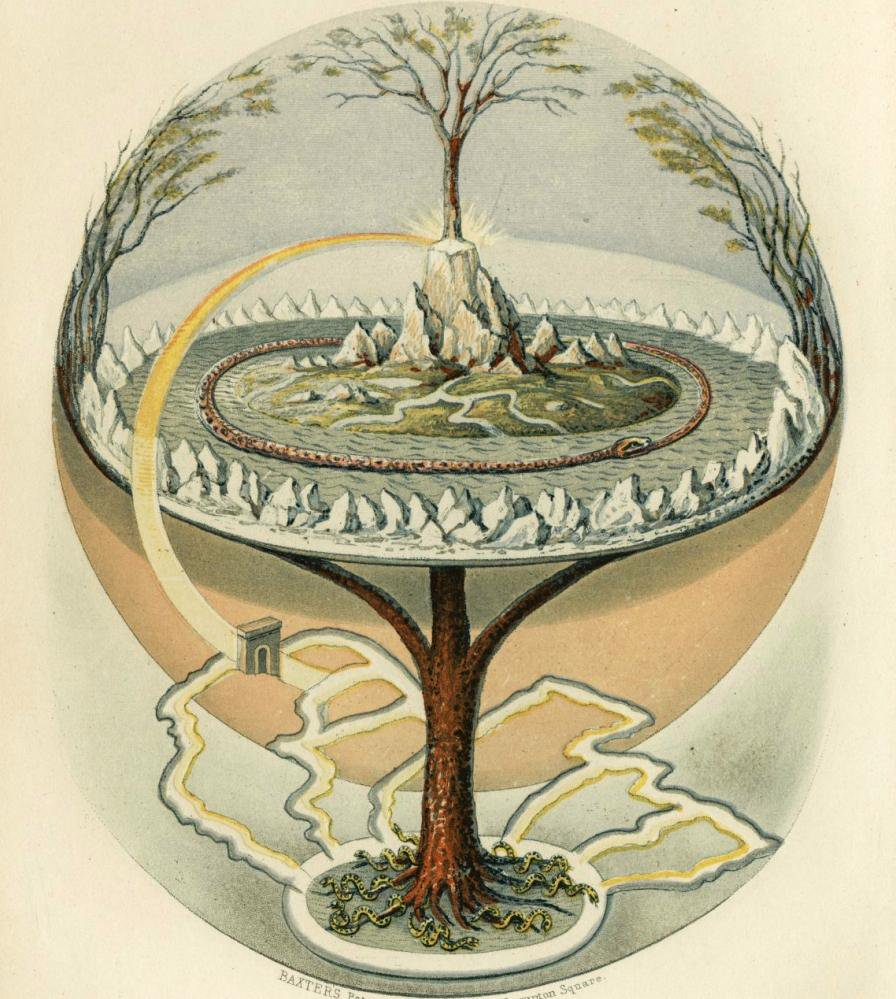
Yggdrasil, l'arbre terrestre, d'après une planche incluse dans la traduction anglaise de Edda de Snorri par Oluf Olufsen Bagge (1847).

Thomas Cole fournit souvent des textes pour accompagner ses peintures, mais il n'a pas fait de commentaire sur Le Gobelet de Titan, laissant ses intentions ouvertes au débat. Dans les années 1880, une interprétation associe le gobelet de Cole à l'Arbre du Monde et plus particulièrement à l'Yggdrasil de la mythologie nordique. Le catalogue d'une vente aux enchères, de 1904, reprend ce thème en écrivant que « l'idée spirituelle au centre du tableau, qui transmet la belle théorie nordique selon laquelle la vie et le monde ne sont qu'un arbre aux branches ramifiées, est soigneusement réalisée par le peintre ».  Il n'est pas évident, cependant, que Cole ait été familier avec ce concept et le critique Elwood C. Parry suggère que la ressemblance avec un arbre mythologique se limite à la similitude de la tige du gobelet avec un tronc d'arbre. Le gobelet ne présente aucune analogie avec les branches ou les racines.
L'échelle du gobelet en pierre massive contraste avec celle de la scène paysagère traditionnelle qui l'entoure, invitant à des comparaisons avec les grands objets en pierre laissés par d'anciennes races de géants, dans la mythologie grecque - un point de vue soutenu par l'historien de l'art Erwin Panofsky, dans les années 1960. Le titre du tableau, donné par Cole au dos de la toile, semble appuyer cette idée, comme si beaucoup de temps s'était écoulé entre la création de ce gobelet et la scène actuelle. Le soleil couchant, symbole romantique, évoque également le passage du temps.

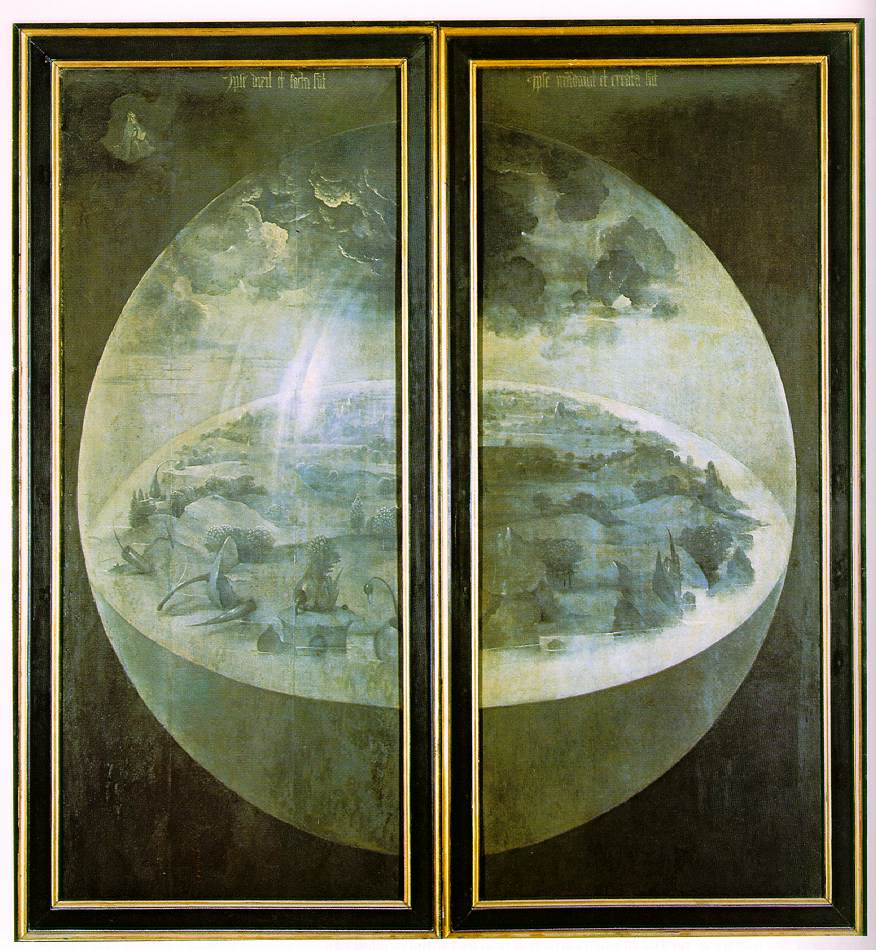
Les volets extérieurs du Jardin des délices de Jérôme Bosch.

La prédominance du gobelet, dans le tableau, pourrait suggérer une interprétation cosmologique. Parry envisage mais rejette une comparaison avec les volets extérieurs fermés du Jardin des délices de Jérôme Bosch (vers 1500), qui sont généralement considérés comme représentant la création de la Terre. Les deux images représentent un monde contenu, mais utilisent l'eau et le terrain dans des proportions différentes. Le gobelet de Cole ne présente ni iconographie ni inscription qui confirmerait une interprétation religieuse de l'image. De plus, le peintre a placé le gobelet loin du centre de la toile, ce qui minimise sa signification emblématique.
Les eaux du gobelet, cependant, peuvent être considérées comme une influence civilisatrice. Les habitants du gobelet ont une existence utopique, naviguant avec plaisir sur les eaux tranquilles et vivant parmi les temples et les bois feuillus. Là où les eaux se déversent sur le paysage en contrebas, là où les deux mondes interagissent, des signes de vie apparaissent. À l'arrière-plan, loin de l'influence des eaux du gobelet, les montagnes sont désolées et rocheuses. Une représentation similaire de la civilisation, au bord de l'eau, se retrouve dans le tableau An Evening in Arcady (1843) de Cole.
Louis Legrand Noble est un ami et un biographe de Cole, et on aurait pu s'attendre à ce qu'il ait une certaine connaissance de l'œuvre. Dans son commentaire, cependant, il n'y a aucune mention de ces idées. Il écrit : « Là [le gobelet] se tient, ou plutôt repose sur son axe, une structure moussue en forme de tour, légère comme une bulle, et pourtant une section d'un globe substantiel. Lorsque l'œil fait le tour de sa large bordure ondulée, d'une circonférence de plusieurs kilomètres, il se retrouve au pays des fées, en accord avec la nature à son échelle la plus vaste... Les touristes pourraient voyager dans les pays de cet anneau impérial, et tracer leurs fantaisies sur de nombreuses pages romantiques. Ici, dans les splendeurs dorées d'un coucher de soleil d'été, se trouve une petite mer de Grèce, ou de Terre sainte, avec une vie grecque et syrienne, une nature grecque et syrienne qui regarde ses eaux tranquilles. ».
L'article de Parry, de 1971, sur le tableau, se tourne plutôt vers la première tournée de Cole en Europe (1829-1932) pour démêler l'imagerie du gobelet. Cole visite l'Angleterre et son éminent paysagiste, J.M.W. Turner, dont l'œuvre lui inspire des sentiments mitigés. Il est cependant attiré par l'Ulysse se moquant de Polyphème (1829) de Turner, réalisant deux esquisses de la peinture et une autre étude pour un traitement possible de sa propre œuvre, qui ne s'est pas concrétisé. Le cyclope Polyphème est un personnage central de l'Odyssée, épopée de la Grèce antique, et l'intérêt de Cole pour ce sujet démontre son ouverture aux « possibilités créatives d'une telle scène méditerranéenne ». Pendant ce temps, alors que Cole recherche des thèmes pour sa série de peintures intitulée Le Cours de l'Empire, il découvre l'histoire du mont Athos dans le De architectura de Vitruve. L'écrivain romain antique raconte que l'architecte Dinocrate de Rhodes avait suggéré à Alexandre de donner à la montagne la forme de « la statue d'un homme tenant dans sa main gauche une ville spacieuse, et dans sa main droite une énorme coupe, dans laquelle seront recueillis tous les ruisseaux de la montagne, qui seront ensuite déversés dans la mer » Cette image fantastique apparaît dans des illustrations des XVIIIe  et  XIXe siècles que Cole a peut-être vues. Comme l'écrit Parry, « le précédent d'une fantaisie architecturale classique à cette échelle fournit une alternative à l'hypothèse naturelle selon laquelle le gobelet du Titan a en fait été fabriqué par un géant qui l'a simplement laissé derrière lui ». Mais une restitution littérale de cette image ne convenait peut-être pas à l'art de Cole : étant un paysagiste, il aurait été plus à l'aise pour l'exprimer uniquement de manière topographique, en évitant de rendre une forme humaine massive en pierre. 

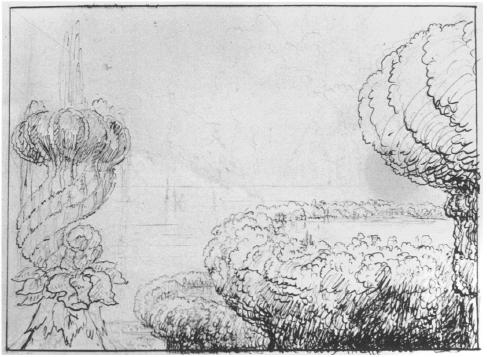
Dessin au crayon et à la plume de Thomas Cole, reproduit dans un article de journal. Légende dans l'article : Fontaine et bassins fantastiques avec vue sur la mer. Extrait de son carnet de croquis n° 2, Institut des Arts de Détroit, 39.559.

Les dessins de Cole datant de son voyage en Europe ou peu après semblent également préfigurer le Gobelet. Ils témoignent de son intérêt pour les fontaines et les bassins et sont influencés par ceux qu'il a vus pendant l'étape italienne de son voyage, à Florence, Rome et Tivoli. Dans un dessin, une série d'immenses bassins ornés de végétation descend vers la mer. Un autre représente un seul bassin de taille normale, bordé de mousse, mais la vue au sol lui donne un aspect monumental. Les dessins de Cole représentant les lacs volcaniques italiens Nemi et Albano rappellent également les eaux et le bord du gobelet, dans la mesure où ils suggèrent qu'une« analogie visuelle de base était à l'œuvre dans les pensées de Cole, une analogie entre [ces] paysages réels qu'il avait observés et la forme des vaisseaux et bassins d'eau qu'il imaginait ».
Parry suggère également l'idée « inhabituelle, mais pas impossible » que le gobelet de Cole est la réponse d'un paysagiste au genre de la nature morte. En visite chez son mécène Luman Reed (en), un collectionneur d'art passionné, Cole aurait vu une nature morte « avec gobelet et citron » de l'artiste néerlandais du XVIIe siècle Willem van Aelst. La pièce maîtresse de ce tableau est un gobelet en verre translucide. Les similitudes sont fondamentales, les deux tableaux ayant un format vertical et un gobelet décentré.

## Origine
Cole a probablement peint ce tableau en un laps de temps assez court, étant donné sa petite taille et l'application très fine de la peinture. Il l'a fait sans commande, le sujet étant donc purement personnel. Il a demandé 100 dollars pour l'œuvre, apparemment en raison de la taille de la peinture - à l'époque, ses paysages à grande échelle se vendaient entre 250 et 500 dollars.
Cole a envoyé Le Gobelet de Titan à Luman Reed, bien qu'il ne soit pas clair si Reed l'a possédé ou l'a simplement examiné. L'œuvre a été exposée à l'Académie américaine des beaux-arts, en 1834, alors qu'elle appartenait à James J. Mapes. L'artiste John Mackie Falconer (en) en était le propriétaire en 1863. Samuel Putnam Avery a fait don de la peinture, en 1904, au Metropolitan Museum of Art de New York.
Reconnu comme une œuvre d'art unique, Le Gobelet de Titan est la seule peinture américaine antérieure au XXe siècle incluse dans l'exposition Art fantastique, Dada, Surréalisme du Museum of Modern Art de 1936.